# Greatest Hits (álbum de Fleetwood Mac)
Greatest Hits es un álbum recopilatorio de la banda británica de rock Fleetwood Mac, publicado en 1988 a través de Warner Bros. Records, durante el suceso comercial de la gira mundial de Tango in the Night. Incluye los mayores éxitos de sus discos entre 1975 y 1988, como también dos nuevas pistas «As Long As You Follow» y «No Questions Asked», escritos especialmente para este trabajo. Es el disco recopilatorio más exitoso de la banda hasta el momento, con ventas estimadas que superan las 20 millones de copias a nivel mundial. 
Al momento de ser lanzado al mercado fue puesto en distintos formatos y versiones, que se diferencian en número de canciones y en las ubicaciones de estas mismas.

## Recepción comercial
Alcanzó el puesto 14 en los Billboard 200 de los Estados Unidos en el mismo año y posteriormente ingresó en los Top Pop Catalog en la primera posición en los años 2010, 2012 y 2013. Además, en 2013 debutó nuevamente en la lista Billboard 200 en el puesto 14. También es el segundo disco del grupo más vendido en los Estados Unidos, luego de Rumours, cuyas ventas superan las 8 millones de copias equivalente a ocho discos de platino.
En el Reino Unido logró la tercera posición en los UK Albums Chart en el mismo año. Asimismo en 1994 volvió a ingresar en la misma lista en el lugar 52, y en 2012 obtuvo el puesto 100, sumando en total más de 60 semanas en la lista inglesa. A su vez, fue certificado con triple disco de platino luego de superar las 900 000 copias vendidas.

## Sencillos
Cuando el sello Warner informó a la banda la publicación de este nuevo disco recopilatorio, la vocalista Stevie Nicks y Kelly Johnston escribieron el tema «No Questions Asked» y Christine McVie junto a su nuevo esposo Eddy Quintela, compusieron «As Long As You Follow». Ambos fueron escogidos para ser los sencillos promocionales, siendo este último el más exitoso ya que se ingresó en varias listas mundiales como en la estadounidense Mainstream Rock Tracks en el puesto 15 y en el primer lugar de los Hot Adult Contemporary Tracks. Por otro lado, «No Questions Asked» solo ingresó en el conteo Mainstream en la posición 37.
De igual manera y solo para el mercado inglés, se lanzó como sencillo una versión remasterizada de «Hold Me» que logró la posición 94 en los UK Singles Chart en 1989.

## Lista de canciones

### Edición estadounidense
| N.º | Título                  | Escritor(es)            | Duración |  |
| 1.  | «Rhiannon»              | Nicks                   | 4:11     |  |
| 2.  | «Don't Stop»            | C. McVie                | 3:12     |  |
| 3.  | «Go Your Own Way»       | Buckingham              | 3:38     |  |
| 4.  | «Hold Me»               | C. McVie, Robbie Patton | 3:45     |  |
| 5.  | «Everywhere»            | C. McVie                | 3:42     |  |
| 6.  | «Gypsy»                 | Nicks                   | 4:24     |  |
| 7.  | «You Make Loving Fun»   | C. McVie                | 3:31     |  |
| 8.  | «As Long As You Follow» | C. McVie, Eddy Quintela | 4:10     |  |
| 9.  | «Dreams»                | Nicks                   | 4:14     |  |
| 10. | «Say You Love Me»       | C. McVie                | 4:10     |  |
| 11. | «Tusk»                  | Buckingham              | 3:30     |  |
| 12. | «Little Lies»           | C. McVie, Quintela      | 3:38     |  |
| 13. | «Sara»                  | Nicks                   | 6:22     |  |
| 14. | «Big Love»              | Buckingham              | 3:38     |  |
| 15. | «Over My Head»          | C. McVie                | 3:34     |  |
| 16. | «No Questions Asked»    | Nicks, Kelly Johnston   | 4:40     |  |

### Edición europea y australiana
| N.º | Título                  | Escritor(es)         | Duración |  |
| 1.  | «Rhiannon»              |                      | 4:11     |  |
| 2.  | «Go Your Own Way»       |                      | 3:37     |  |
| 3.  | «Don't Stop»            |                      | 3:11     |  |
| 4.  | «Gypsy»                 |                      | 4:22     |  |
| 5.  | «Everywhere»            |                      | 3:41     |  |
| 6.  | «You Make Loving Fun»   |                      | 3:31     |  |
| 7.  | «Big Love»              |                      | 3:38     |  |
| 8.  | «As Long As You Follow» |                      | 4:11     |  |
| 9.  | «Say You Love Me»       |                      | 4:09     |  |
| 10. | «Dreams»                |                      | 4:15     |  |
| 11. | «Little Lies»           |                      | 3:37     |  |
| 12. | «Oh Diane»              | Buckingham           | 2:33     |  |
| 13. | «Sara»                  |                      | 6:25     |  |
| 14. | «Tusk»                  |                      | 3:26     |  |
| 15. | «Seven Wonders»         | Nicks, Sandy Stewart | 3:33     |  |
| 16. | «Hold Me»               |                      | 3:44     |  |
| 17. | «No Questions Asked»    |                      | 4:41     |  |